# Sony
Sony Group Corporation (ソニーグループ株式会社, Sonī Gurūpu Kabushiki gaisha, comúnmente referida como Sony y estilizada como SONY) es una empresa multinacional con sede en Tokio, Japón, siendo uno de los fabricantes más importantes a nivel mundial en electrónica de consumo: audio y video, computación, fotografía, videojuegos, telefonía móvil, productos profesionales, entre otros. En 2021 Sony ocupó el puesto 74 en la lista Fortune Global 500, un escalafón de empresas de todo el mundo medidas por los ingresos. También se situo como la empresa 96 del mundo por capitalización de mercado. A comienzos del siglo XXI, Sony llegó a estar entre las treinta primeras de este listado en varias oportunidades.
Durante décadas Akio Morita y Masaru Ibuka, los fundadores de Sony, formaron una pareja complementaria. Gracias al agudo sentido de las relaciones públicas y mercadotecnia de Morita y al espíritu de innovación de Ibuka, la compañía prosperó internacionalmente. Desde entonces varios aportes de Sony al mundo de la electrónica han sido relevantes. Por ejemplo, en 1950 la empresa presentó la primera grabadora de sonido en Japón, cuatro años más tarde fabrican el primer transistor japonés y al año siguiente, en 1955 desarrolla la primera radio de transistores del mundo. En las décadas posteriores la empresa desarrolló productos como la serie de televisores Trinitron, el Betamax, el Walkman, el disco compacto, las Handycam o la PlayStation entre otros que dieron renombre mundial. Entre la década de los años 1980 y años 1990, Sony era la empresa líder en el sector tecnológico y de las más importantes a nivel global.
A juzgar por los resultados y la capitalización de mercado, Sony vivió su época de auge en 2000 bajo la dirección del presidente Nobuyuki Idei, logrando que sus acciones tuvieran el máximo de su historia en febrero del año 2000, al lograr un valor de 156 dólares por acción y un valor de mercado de más de 150 000 millones de dólares, siendo en ese momento la empresa tecnológica más valiosa del mundo. En los años 2010 PlayStation se consolidó como la división más rentable para Sony, seguida por Servicios financieros que engloba las financiaciones y otras actividades derivadas de la compañía. Por el contrario, la división Sony Mobile produciría pérdidas.
Entre el período de la crisis financiera de 2008 y posterior, Sony tuvo una transición en su organización, para amortizar las pérdidas que generaban cada año, entre ellas vendiendo la división de VAIO, parte de sus inmuebles y recortes de personal. El 4 de junio de 2012 Sony tendría la mayor bajada de acciones desde el año 1980, teniendo un valor de 12 dólares por acción. En 2011 tuvo un hackeo en su sistema de PlayStation Network del Playstation 3, esto le ocasionaría perdidas económicas y problemas legales. Para 2014 la empresa seguiría en números rojos, y casi le ocasiona una quiebra total.
Desde su entrada como CEO de Sony en abril del 2012, Kazuo Hirai con base en una rigurosa gestión que empezó a realizar y una reorganización en cada nivel de la empresa, creando sinergias en sus divisiones, potencializó las divisiones más saludables, que eran Sony Interactive Entertainment, Sony Pictures, Sony Music los servicios de asistencia financiera a los clientes y Servicios de internet y reestructurando la división de Electrónica de consumo. Logró que para 2015 Sony, después de 6 años consecutivos de números rojos la empresa volviera a dar beneficios.
Entre 2012 a 2019, Kazui logró grandes cambios empezando por la división de cine y televisión, donde redujo la producción de sus cintas o series, pero que impulsaran la rentabilidad en ellas. En la división de música logró aumentar sus ventas y contratos con artistas de auge latino y dentro de los dispositivos de electrónicos, logró catapultar el éxito de PlayStation 4, convirtiéndola en la consola más vendida de su generación con más de 108 millones de unidades entre 2013-2020, y su servicio en línea PlayStation Network lograría grandes ventas en la parte digitales.
Después de 35 años trabajando para Sony y siendo CEO de la compañía desde 2012, Kazui anunció su salida como CEO para junio de 2019 pasando a realizar labores de asesoramiento ocasional. En su lugar fue ocupado el entonces asesor financiero de la compañía Kenichiro Yoshida. Dentro de la administración de Kenichiro, lograría 2 grandes avances para fortalecer la división de Sony Interactive Entertainment y sus servicios de Servicios de internet, logrando la compra por 229 millones de dólares a la desarrolladora de videojuegos Insomniac Games, y la compra de 400 millones de dólares en acciones de la plataforma China Bilibili representando el 5% de las acciones de dicha plataforma. Siendo un intento de entrar al mercado chino dentro del streaming, bajo una base de 130 millones de usuarios que tiene la plataforma.
El 9 de diciembre de 2020 por medio de un comunicado, Sony confirmó que llegó a un acuerdo con AT&T para convertirse en el nuevo dueño de Crunchyroll. Logrando cerrar el trato en $1,175 millones de dólares y convirtiendo a Sony en el primer competidor del streaming del anime a nivel internacional, al tener a las 2 plataformas de streaming más importantes del medio siendo Crunchyroll y Funimation. En enero del 2021, pese a la Pandemia de COVID-19, Sony logra mejorar sus ingresos anuales y valor de sus acciones, superando por primera vez en 20 años los 100 dólares por acción. Posicionándose en la cuarta empresa japonesa de mayor valor en el mercado, con 127 000 millones de dólares en capitalización.

## Orígenes
Mientras buscaban un nombre para la compañía, pensaron en utilizar sus iniciales, TTK (Tokyo Tsushin Kogyo). La primera razón por la cual no lo hicieron, fue por la compañía ferroviaria Tokio Kyuko, también conocida como TKK. La compañía utilizó entonces, ocasionalmente, el acrónimo Totsuko en Japón, pero Morita descubrió durante su visita en Estados Unidos, que los estadounidenses tenían problemas para pronunciar el nombre. Otro nombre que se utilizó temporalmente fue Tokio Teletech, hasta que Morita descubrió que en Estados Unidos ya había una compañía utilizando el nombre Teletech más su respectiva marca.
El origen del nombre Sony es fruto de la combinación de varios conceptos: uno es el vocablo latino sonus, que es la base etimológica de "sonido". Otro es sonny boy, una expresión popular que se utilizaba en Japón en aquellos años para describir a una persona de espíritu libre y vanguardista. El nuevo nombre evocaba a la perfección del espíritu de la compañía: el de unos jóvenes llenos de energía y pasión por la creación sin límites. También está relacionado con la palabra inglesa sunny (‘soleado’).

## Historia

### Inicios

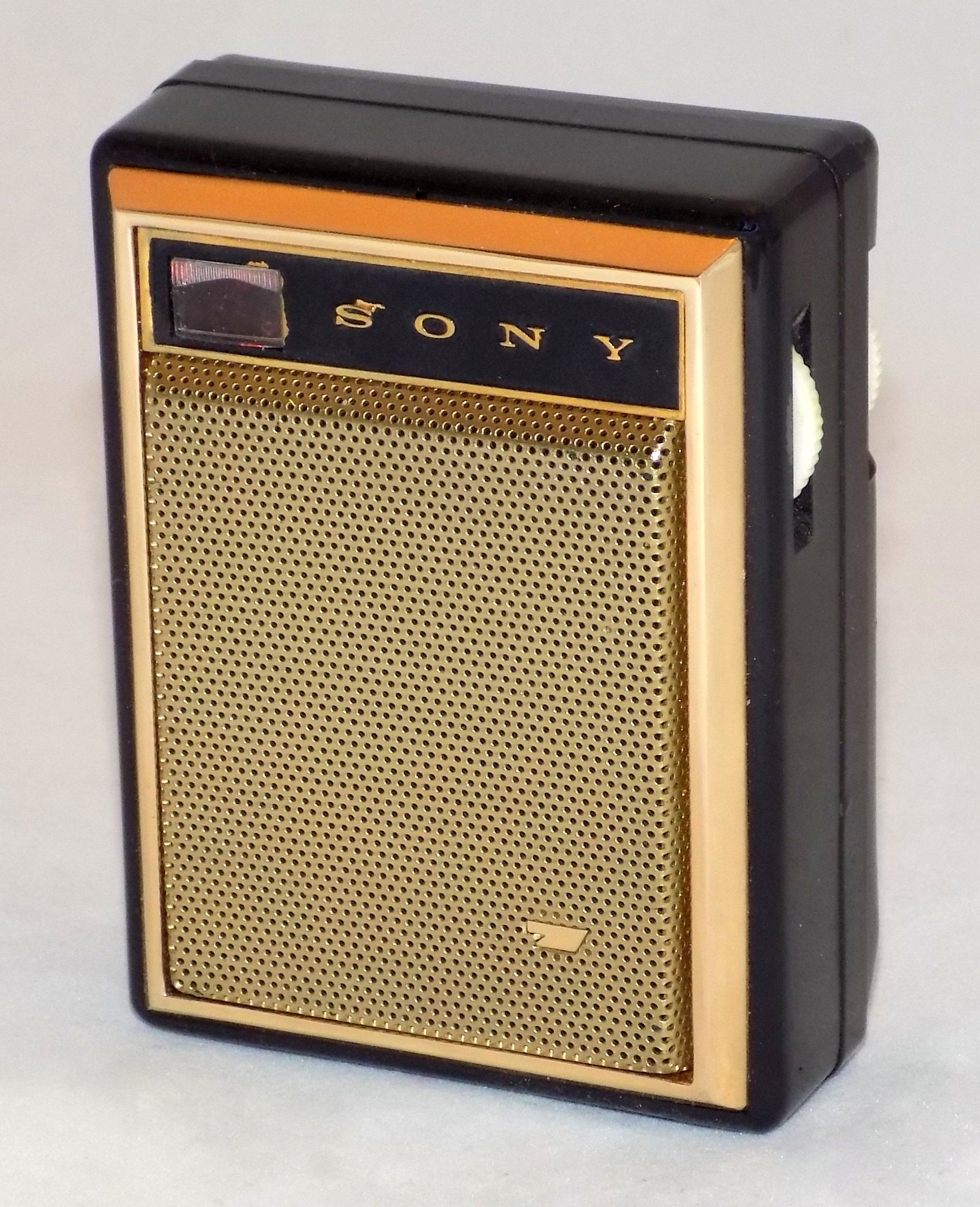
Sony TR-730, receptor de radio basado en transistores (1960).

El comité de investigación de Japón durante la Segunda Guerra Mundial, fue el medio donde el físico Akio Morita conoció al ingeniero Masaru Ibuka. Sin embargo toman caminos diferentes y pierden el contacto antes de la rendición de Japón en el verano de 1945. En septiembre Ibuka regresó a Tokio, que había quedado destrozada por los bombardeos aliados, y en el tercer piso de unos almacenes, creó la empresa llamada Totsuken (Instituto de investigación de telecomunicaciones de Tokio).
En este Japón en la posguerra, la empresa reparaba radios y fabricaba convertidores de onda corta o adaptadores que podían convertir fácilmente radios de onda media en superheterodinos o receptores de ondas de cualquier longitud, cuya demanda crecía rápidamente. Los adaptadores atrajeron la atención y el periódico Asahi Shimbun publicó un artículo al respecto.
Morita por su parte había regresado a la Prefectura de Aichi. Un día leyó la columna que mencionaba a Ibuka e inmediatamente escribió a su amigo, quien le contestó e instó a ir a Tokio. Así, el 7 de mayo de 1946 Ibuka y Morita se asociaron para formar la Totsuko (Empresa de ingeniería de telecomunicaciones de Tokio). La compañía, que capitalizó 190.000 ¥, y posteriormente comenzó a proveer un «voltímetro de tubos al vacío» a las oficinas del gobierno.

### Décadas de 1950 y 1960
En 1950, Totsuko lanzó la primera grabadora magnética analógica de Japón. En esa época la empresa comienza además a explorar y utilizar los entonces nuevos transistores. En 1955 sale a la venta el primer producto de la marca Sony, un receptor de radio basado en transistores, seguido en 1957 por otro aparato similar pero de tamaño de bolsillo, la radio más pequeña del mundo en ese momento. Morita había comprado una licencia a Bell Labs correspondiente a la tecnología de estado sólido que sirvió a Sony para darse a conocer en el mundo con su radio que marcó la historia del transistor.
En 1958, la compañía decide cambiar el nombre de la empresa por el de Sony Corporation. Dos años después la empresa lanzó el primer televisor portátil que se fabricó en el mundo, y en 1968 el televisor Trinitron que era técnicamente complejo pero que ofrecía una calidad de imagen tan remarcable que con el tiempo pasó a ser uno de los productos más populares y rentables del fabricante. Meses después desarrolló el primer magnetoscopio U-matic (sólo para reproducción), y en 1972 presentó la primera grabadora de videocasete a color U-Matic que incluyó un sintonizador de televisión. Este dispositivo permitía grabar programación de un canal a la vez que simultáneamente se miraba televisión en otro canal.

### Décadas de 1970 y 1980

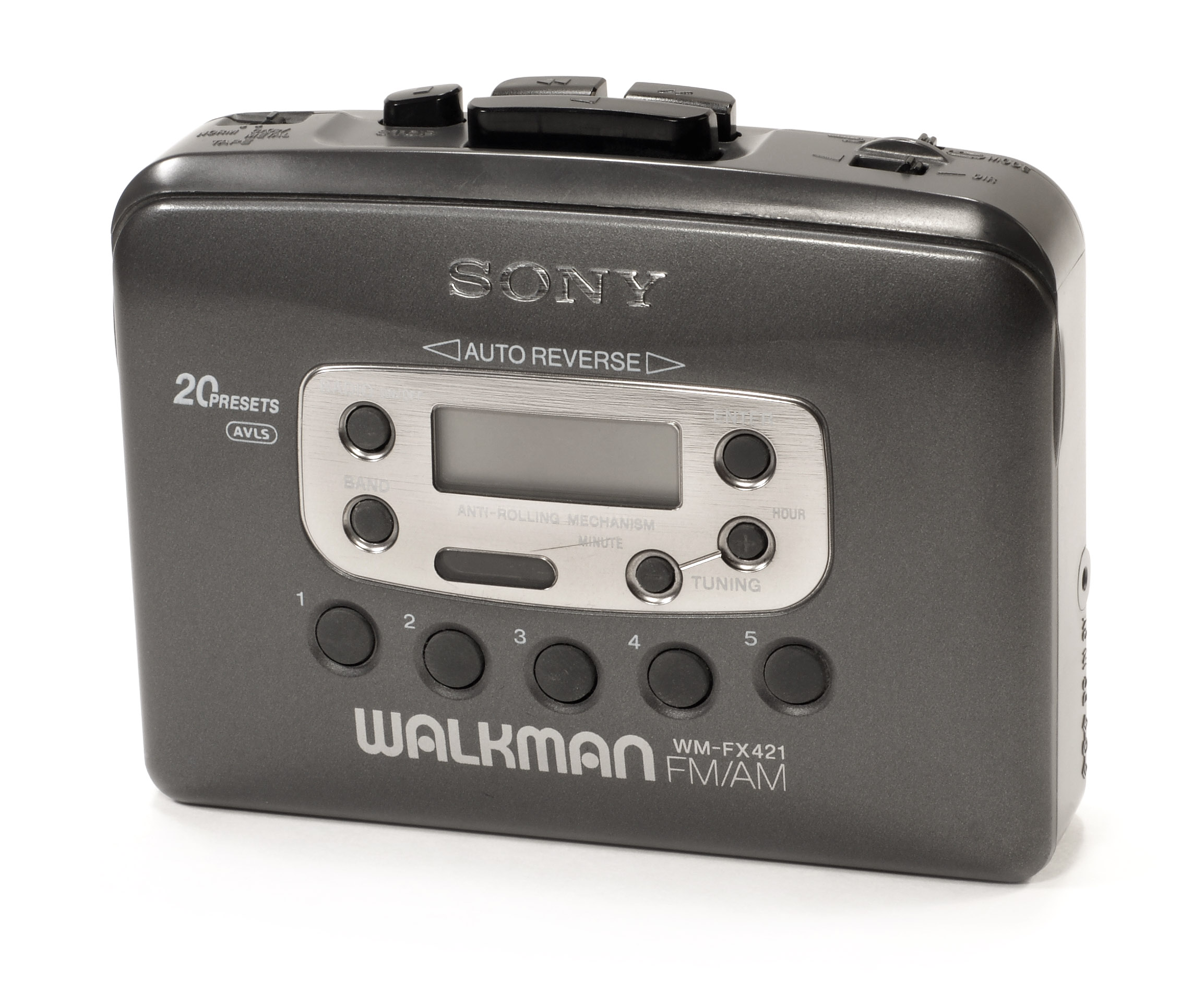
El exitoso y vanguardista Walkman de Sony.

En 1970, Sony se convirtió en la primera empresa japonesa en cotizar en la Bolsa de Nueva York. En 1971 presentó la primera videograbadora en color. Entretanto desarrolló el primer proyector de vídeo para pantallas de gran formato que presentó el año siguiente. En 1975 surge el Betamax, con el modelo SL-6300, fue un concepto de Ibuka, que se convirtió en un éxito, pero que paulatinamente perdió su dominio del mercado a manos del formato VHS, liderado por JVC. Esta situación se debió a la negativa de Sony de compartir el uso de su formato con otras compañías, razón por la cual, la mayoría de fabricantes adoptaron el formato VHS.
En 1979 Sony creó el legendario stereo personal conocido como Walkman que si bien no fue el primero de su tipo, logró imponerse ampliamente en ese segmento gracias a su precio asequible y su usabilidad. En 2009, la revista Time afirmó sobre el Walkman que durante sus años de producción “vendieron 200 millones de unidades acumuladas, sacudieron la industria discográfica y cambiaron fundamentalmente la forma en que la gente experimentaba la música”.
También en 1979, Sony y Philips publicaron decisiones conjuntas clave en el desarrollo del Disco compacto (CD), como su tamaño de 115 milímetros de diámetro. En junio de 1980, ambas empresas propusieron los estándares para todos los CD y CD-Rom, y para 1986, los reproductores de CD ya se vendían más que los que reproducían soportes analógicos.
En los años 1980, Sony desarrolló varios modelos con innovaciones considerables en el mercado de la videocámara de mano. La HVC-F1 (1981), la BMC-100 (1983), primera en incorporar grabadora interna de sistema Beta, la 1CCD-V8 (1985) capaz de grabar video en cintas de 8mm, y en 1989 se comercializó la primera Handycam con peso de 790 gramos. Entretanto la empresa desarrolló el sistema de videocintas profesionales Betacam que graba por componentes en cintas de media pulgada idénticas a las utilizadas por el formato doméstico Betamax y se desarrolló posteriormente dando lugar al Betacam SP que apareció en 1986.

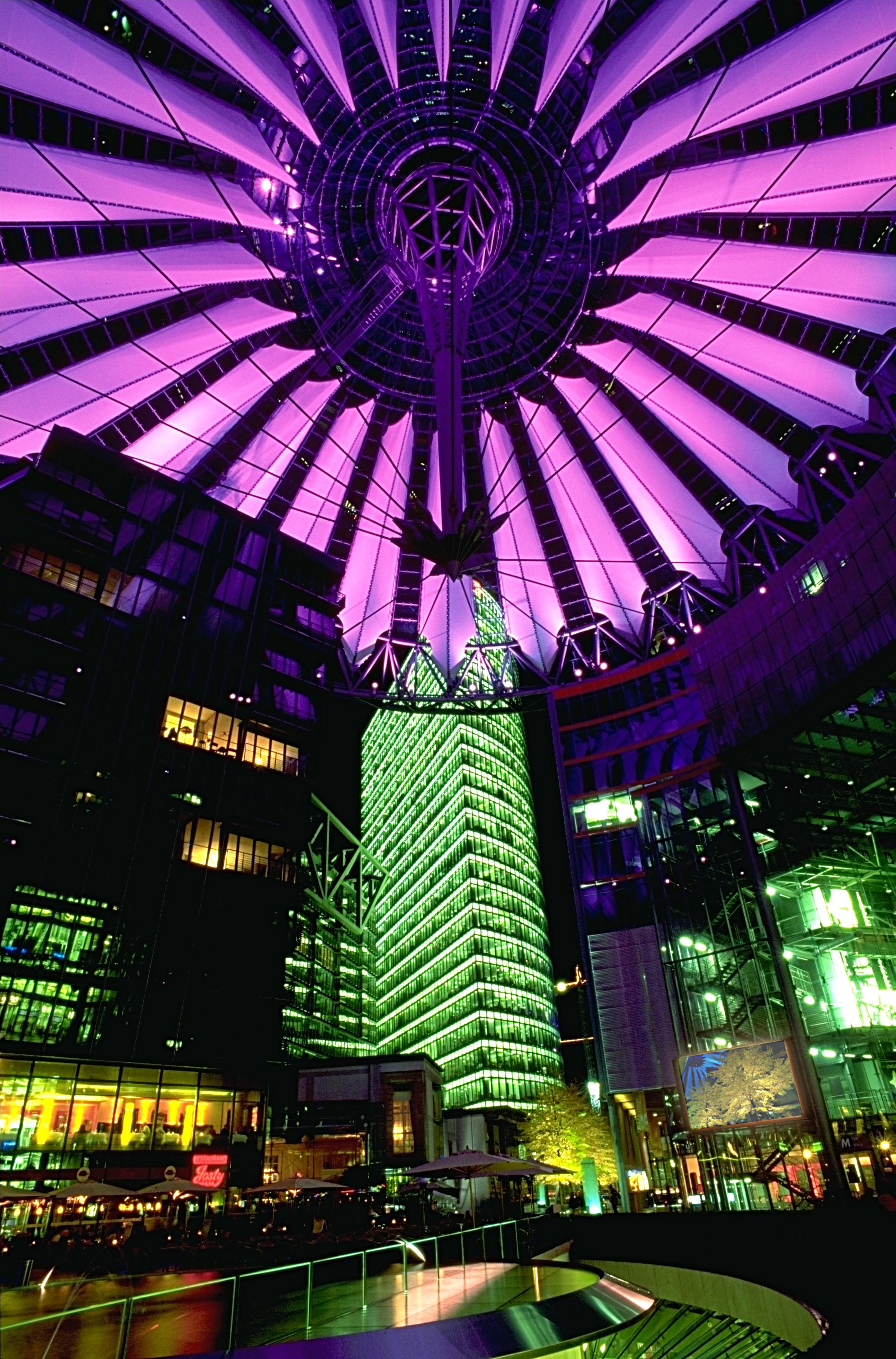
Sony Center de Berlín.

### Décadas de 1990 y 2000
A mediados de los años 1990 se había “americanizado” a tal punto que el Comité ejecutivo internacional de Sony se reunía no en Tokio sino en Nueva York, y el "idioma oficial" de la empresa pasó a ser el inglés. Desde 1990, la parte estadounidense de Sony empezó a vender más productos que la parte japonesa. Sony Corporation of America agrupó todas las operaciones estadounidenses de la compañía en 1993, produciendo buena parte de sus productos en sus fábricas de Estados Unidos.
La internacionalización de Sony supuso una expansión de su imagen corporativa que se vio manifestada en iniciativas como la construcción del Sony Center enmmarcado dentro del proceso de la reunificación alemana iniciada tras la Caída del Muro de Berlín en 1990. Cuando se inauguró en 2000, el complejo de la Potsdamer Platz fue considerado un símbolo del renacimiento de la capital alemana.
Paralelamente la empresa continuó desarrollando nuevos productos en los sectores de la industria donde se había consolidado. Además, en 1994 incursionó en el segmento de las videoconsolas mediante el lanzamiento de la PlayStation, que se convirtió en la primera con unidad CD-ROM en ser exitosa. Las innovaciones continuaron con los ordenadores VAIO y las cámaras digitales Cyber-shot, cuya andadura comenzó en 1996. Sony además implementó el formato Blu-ray —desarrollado conjuntamente con Philips— que se impuso sobre el formato HD DVD de la empresa Toshiba en los años 2000.
En 2004, Sony controlaba el 14% del mercado mundial de electrónica de consumo, por delante de Matsushita (hoy en día, Panasonic), Hitachi y Philips. Sin embargo, en medio de la crisis financiera de 2008, Sony tuvo su primera pérdida en un año fiscal.

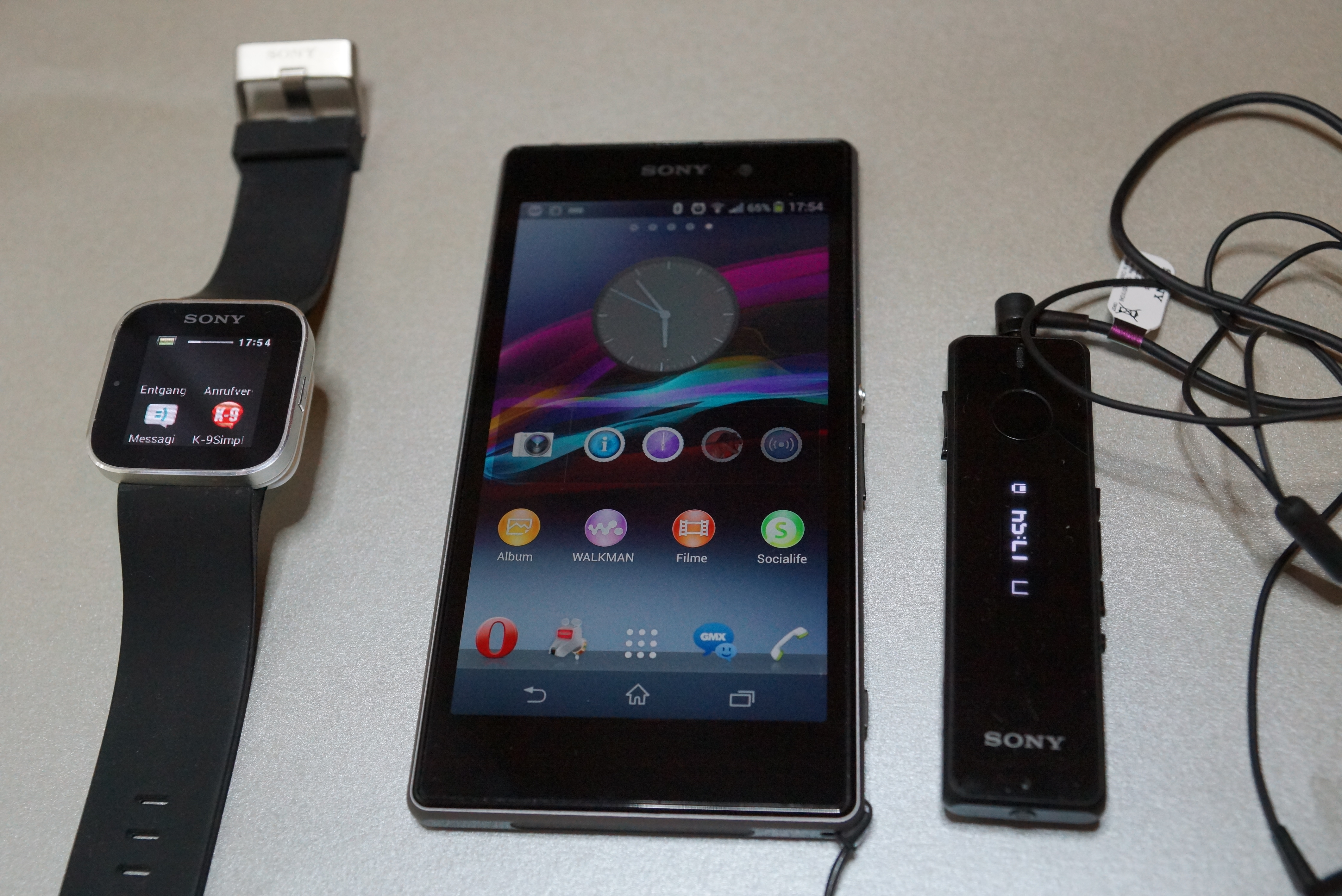
Dispositivos de Sony Mobile, una división conocida como Sony Ericsson entre 2001 y 2012.

### Décadas de 2010 y 2020
El terremoto y tsunami de Japón de 2011 paralizó la cadena de suministros del país y desmoronó la producción de sectores clave de su industria. Como consecuencia entre abril y junio, Sony tuvo una pérdida neta de unos 142 millones de euros. Ello no le impidió presentar en 2013 la PlayStation 4, su cuarta consola de sobremesa. En noviembre de 2020 la compañía lanzó la PlayStation 5 Entretanto Sony decidió dejar de fabricar computadores de su división VAIO en 2014, y convirtió a su división de televisores en una compañía independiente.
En 2020, la compañía unificó su filial Sony Europe con una nueva empresa subsidiaria domiciliada en Ámsterdam, adonde se trasladó desde Londres con el fin de evitar los potenciales problemas debidos a la salida del Reino Unido de la Unión Europea.
En 2023 tenía una plantilla total de 113 000 empleados.

## Gestión empresarial
Inicialmente Sony funcionó bajo los principios de la gestión empresarial en Japón. En contraste con la “americanización” a nivel exterior, el funcionamiento interno de la empresa estaba basado en el modelo japonés donde la cultura tradicional impone el respeto a los mayores. En Sony esta forma de dirección fue la práctica habitual debido a la fuerte personalidad de los fundadores y al respeto y confianza que inspiraban. Las decisiones que llevaron al éxito o al fracaso, siempre partieron de Masaru Ibuka o Akio Morita.
Morita impulsaba a sus ingenieros a correr riesgos creando productos nuevos. También impuso a su empresa los requisitos de creatividad e innovación que hicieron la reputación de la marca. Entre sus máximas destinadas a reforzar “el espíritu de Sony” y motivar a sus empleados a trabajar se cuentan: “Las personas sin ambición o curiosidad son inútiles” o incluso “Podemos cometer errores, pero nunca dos veces el mismo”.

## Unidades estratégicas de negocio
Sony cuenta con varias unidades estratégicas de negocio:

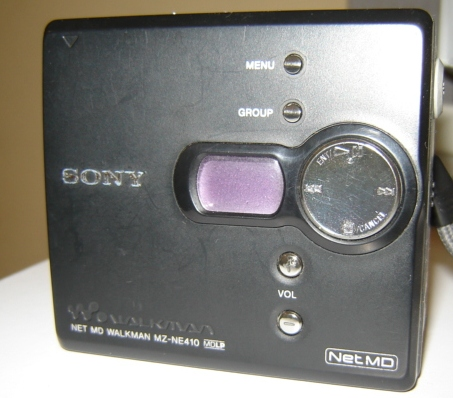
Ejemplo de minidisc SONY.

Conocido por sus productos electrónicos, Sony ofrece una amplia variedad de líneas de productos en muchas áreas. En su apogeo, fue apodado como un "pulpo corporativo", por sus extensas empresas, desde seguros privados hasta productos químicos, cosméticos, compras en el hogar y restaurantes franceses con sede en Tokio, y mucho menos sus negocios principales como la electrónica y el entretenimiento. Incluso después de haber desarrollado muchas unidades de negocio, incluidas Sony Chemicals y Vaio PC, Sony todavía dirige diversos negocios.
A partir de 2020, Sony está organizada en los siguientes segmentos de negocio: Game & Network Services (G&NS), Music, Pictures, Electronics Products & Solutions (EP&S), Imaging & Sensing Solutions (I&SS), Financial Services y otros. Por lo general, cada segmento de negocio tiene un puñado de sociedades de cartera intermedias correspondientes en las que se integran todas las empresas relacionadas, como Columbia Records que forma parte de Sony Music Group, una subsidiaria y, al mismo tiempo, una sociedad de cartera para los negocios de música de Sony, junto con SMEJ.

### Electrónica

#### Audio
El Walkman fue un reproductor de audio estéreo portátil lanzado al mercado por primera vez en 1979 y del que Sony ha vendido millones de unidades. En sus comienzos permitía obtener una calidad de sonido similar a la de un equipo casero, sin ser tan voluminoso. La amplia difusión del Walkman también cambió radicalmente el negocio de los tocadiscos y le dio el primer golpe al disco de vinilo, ya que el casete era más fácil de reproducir y más económico. El Walkman es todo un símbolo de los años ochenta.
Posteriormente la marca Walkman fue extendida a sus reproductores de discos compactos (CD), de discos compactos en formato Atrac y de audio digital comprimido, así como a los teléfonos móviles multimedia de Sony Ericsson.

#### Fotografía y videografía

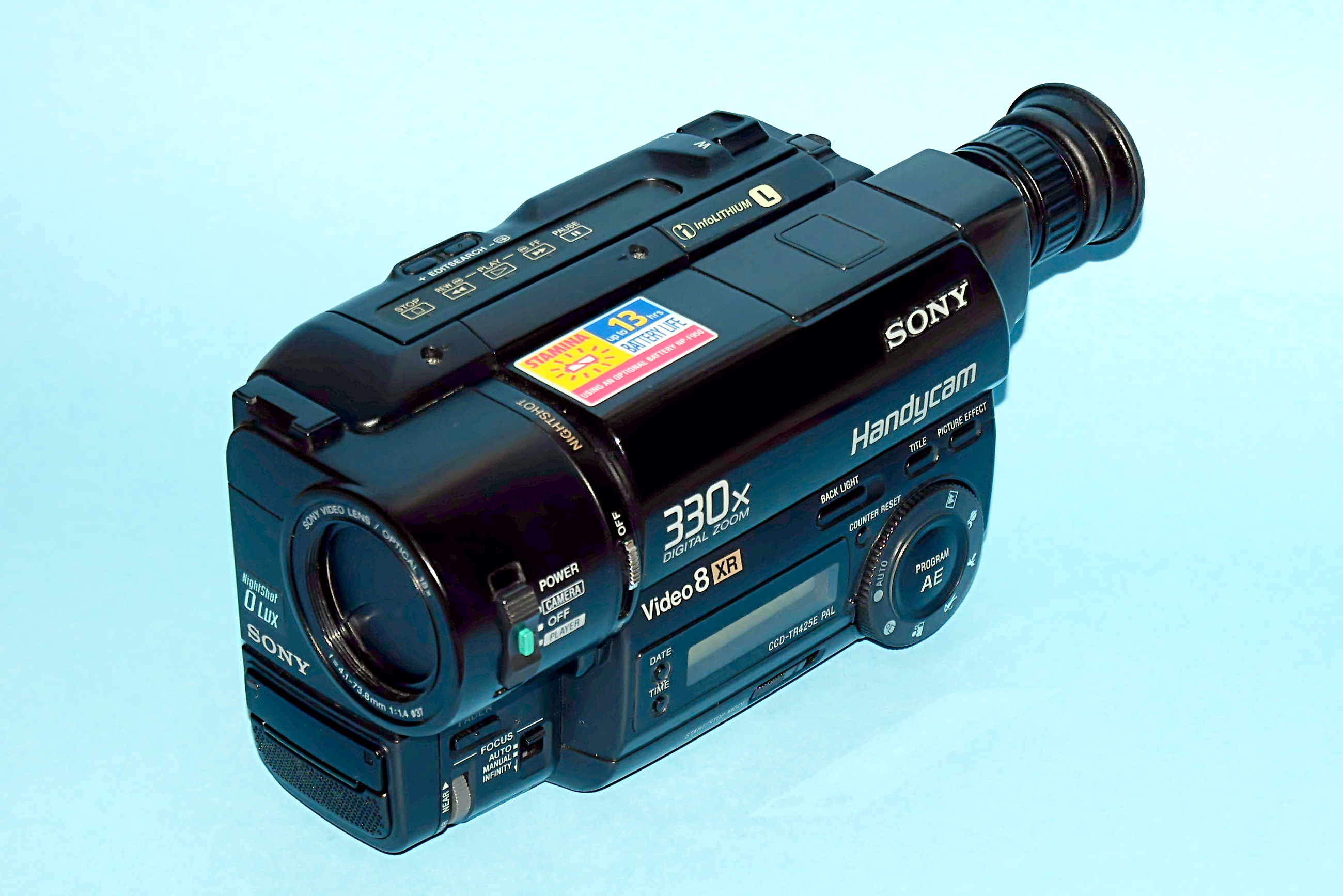
Ejemplo de cámara de video Sony.

Sony produce su propia línea de cámaras digitales desde 1996 bajo la marca Cyber-shot. Su primer modelo fue el DSC-F1, una compacta de 0.31 megapíxeles.
En 2006 Sony amplió su rango de productos con el lanzamiento de su primera cámara digital réflex, la Alfa 100 DSLR, y del primer móvil Sony Ericsson con la insignia Cyber-Shot, la serie K.
Para el desarrollo de su línea Sony α, Sony adquirió la división de fabricación de cámaras de Konica Minolta. Sin embargo, fue el lanzamiento de las Sony α7 en 2013 el que marcó un punto de inflexión para la tecnología fotográfica dirigida a usuarios avanzados.
También hay una variedad de videocámaras fabricadas por Sony.

#### Informática

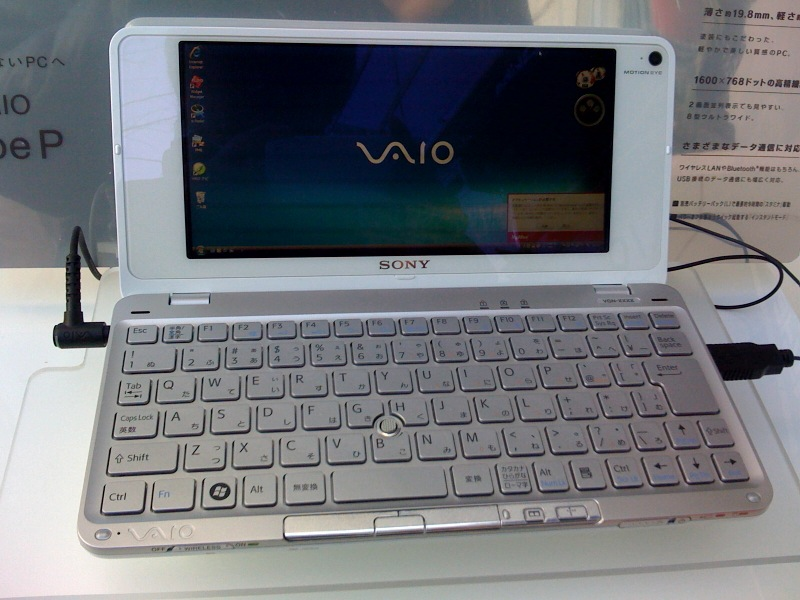
Sony VAIO P-Series.

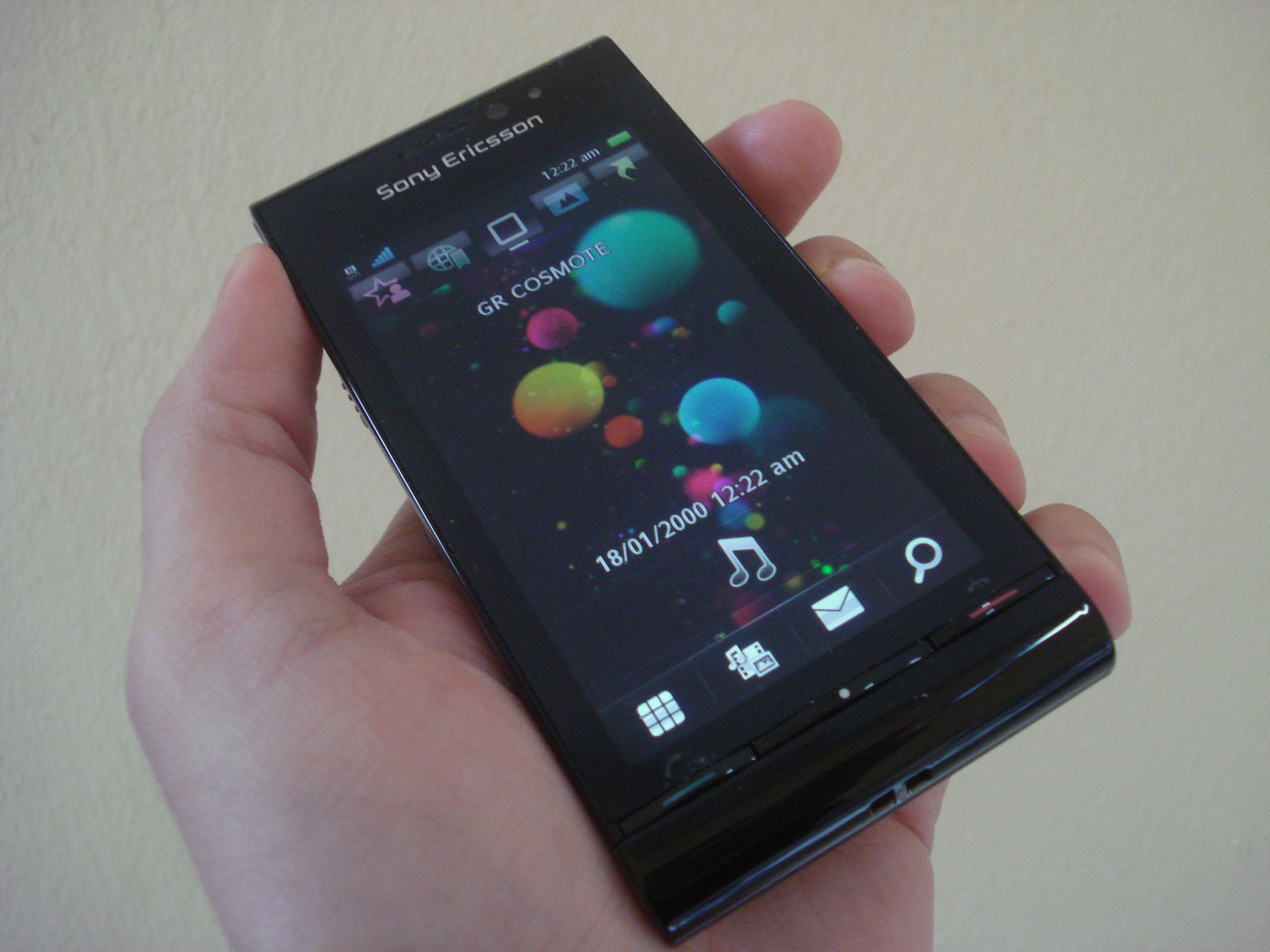
Sony Ericsson Satio.

Sony hizo su aparición en el mundo de la informática en 1982 con un computador personal de 8 bits denominado SMC-70, al que seguirían el SMC-777 (destinado al usuario novell) y el NWS-830 (una estación de trabajo para desarrolladores), entre otros.
En 1996 ve la luz el primer de la marca VAIO, la nueva línea de computadores personales de Sony. En 2014 Sony anuncia el traspaso de la división VAIO a Japan Industrial Partners.

#### Telefonía móvil
Tras crear una empresa de riesgo compartido con Ericsson Mobile Comunications, de Suecia, en 2003, Sony y Ericsson dan lugar a su propia marca de teléfonos celulares, Sony Ericsson, con muy buen éxito a nivel mundial.
El 9 de enero de 2012 en el CES 2012 se anuncia el cambio de nombre de la marca Sony Ericsson Mobile Comunications a Sony Mobile Comunications con el lanzamiento de 2 terminales de gama alta. Sony Xperia S y Sony Xperia Ion, ambos disponibles en principio en AT&T USA.

#### Video
Sony comercializa la marca de televisores BRAVIA que se popularizaron por la viveza de sus colores y su alta definición.

#### Semiconductores y componentes
Sony produce una amplia gama de semiconductores y componentes electrónicos que incluyen sensores de imagen (Exmor), procesadores de imagen (Bionz), diodos láser, sistemas LSI, LSI de señal mixta, paneles OLED, etc. La compañía tiene una fuerte presencia en el mercado de sensores de imagen. Los sensores de imagen CMOS fabricados por Sony son ampliamente utilizados en cámaras digitales, tabletas y teléfonos inteligentes.
En 2018 Sony anunció unirse al mercado de comunicaciones satelitales y desarrollar productos de comunicación láser para satélites pequeños.

#### Entretenimiento interactivo

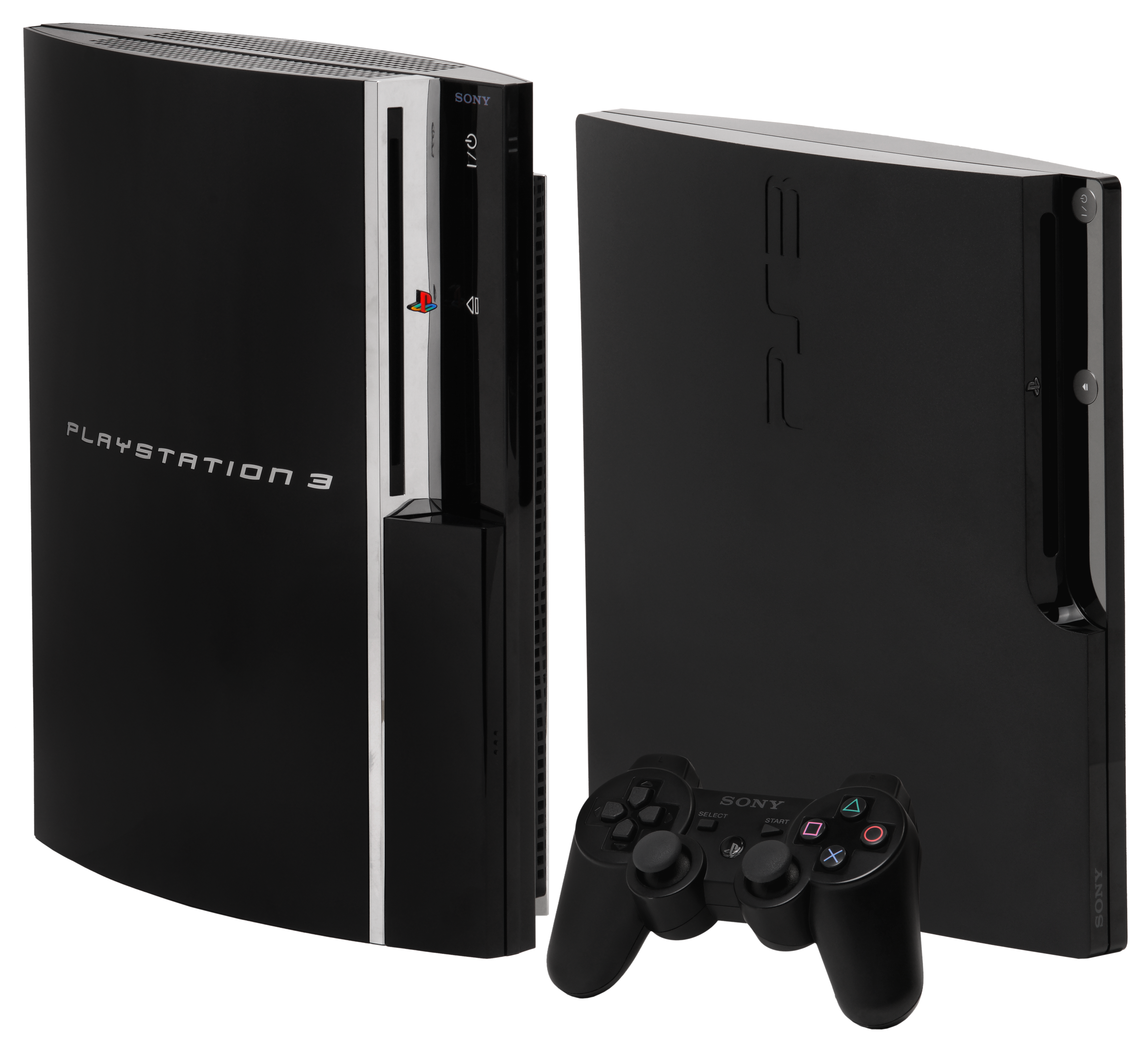
Dos versiones de la PlayStation 3 (básica y Slim), la última consola expuesta por Sony en 2014, adquirió una alta popularidad en especial por ser la primera consola cuya renovación se basa principalmente en el formato Blu-Ray.

PlayStation (PS) es el nombre de una serie de videoconsolas creadas y desarrolladas por Sony Interactive Entertainment. Han estado presentes en la quinta, sexta, séptima, octava y novena generación de videoconsolas, la compañía promotora está actualmente en el mercado con su PlayStation 5.
La primera consola de la serie, fue la PlayStation, que también fue la primera en vender 100 millones de unidades. Su sucesora, la PlayStation 2, es la consola más vendida de la historia hasta la fecha, alcanzando más de 150 millones de unidades vendidas en enero de 2014, la PlayStation 3, ha vendido más de 80.000.000 consolas en todo el mundo. La PlayStation 4, lanzada en noviembre de 2013, que ha vendido más de 100 millones de unidades. Y la última, la PlayStation 5 lanzada en noviembre de 2020, que en octubre de 2023 ya ha vendido más de 46 millones de unidades.
Su primer videoconsola portátil fue la PlayStation Portable (PSP) que hasta el 14 de septiembre de 2011 logró vender más de 51 millones de unidades. Su sucesor fue llamado PlayStation Vita que vendió más 1,2 millones de unidades a finales de febrero de 2012.
PlayStation Now es el servicio de suscripción de Sony para juego en la nube y descarga para PS y ordenador.

### Vehículos eléctricos y baterías
En 2014, Sony participó en el programa NRG Energy, para estacionamientos de carga EV. Sony está en el negocio de las baterías de iones de litio para vehículos eléctricos; en julio de 2016, Sony anunció que la compañía vendería su negocio de baterías.
Gigantes de tecnologías de la información y la comunicación como Waymo y Apple iCar están trabajando en vehículos eléctricos y automóviles autónomos, compitiendo con Tesla; Sony está entrando en este campo invirtiendo US$842 000 en la compañía ZMP. En 2018, Toyota comenzó a usar los sensores de imagen de la marca Sony en su sistema avanzado de asistencia al conductor, En enero de 2020 Sony anunció un concepto de vehículo eléctrico llamado Vision-S. En la ocasión, Sony también declaró su objetivo de desarrollar tecnología para el sector automotor, especialmente en lo que respecta a la conducción autónoma y el entretenimiento.

### Drones
En 2021, Sony anunció el lanzamiento en preventa de su primer dron, el Airpeak S1, dentro del ámbito de los drones profesionales y dirigido a creadores de vídeo profesionales. Su manejo es por medio de control remoto e incluye una suscripción opcional al servicio en la nube Airpeak Plus.

### Entretenimiento (contenidos audiovisuales)

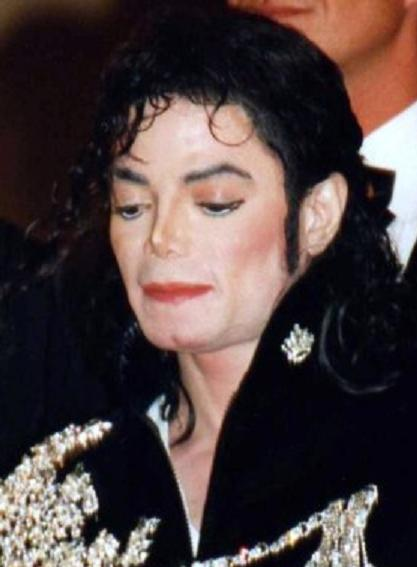
En 2016 Sony compró el 50% que el fallecido cantante Michael Jackson poseía en la sociedad Sony/ATV, que ambas partes habían fundado en 1995.

#### Sony Pictures Entertainment
En 1989 Sony compró Columbia Pictures y creó Sony Pictures. Además Sony posee la licencia de 4 canales de televisión por cable y satélite, disponibles en todo el mundo:
- Sony Entertainment Television, dedicado a las series de televisión estadounidenses únicamente en Latinoamérica y la India, en España fue sustituido por AXN White.
- AXN (cuyas siglas significan Action eXtreme Network, es decir, ‘canal de acción extrema’), dedicado a las películas, series de acción y aventura.
- Animax, dedicado al anime, durante las 24 horas únicamente en Japón. En América Latina, España/Portugal, África y Europa del Este fue descontinuada su señal. Mientras que en Asia la señal fue vendida a KC Global Media Asia

#### Sony Music Group
En enero de 1988 Sony adquirió CBS Records para dar origen a Sony Music Entertainment, posteriormente en el año 2004 adquirió el 50% de BMG Entertainment para dar origen a Sony BMG Music Entertainment y en el 2009 termina adquiriendo la totalidad de BMG Entertainment y la compañía se refunda a Sony Music Entertainment para repotenciar la marca Sony.

## Posición competitiva

### Patentes
En 2023, el Informe Anual del PCT de la Organización Mundial de la Propiedad Intelectual (OMPI) clasificó a Sony como el décimo sexto lugar mundial en número de solicitudes de patentes realizadas en el marco del Sistema del PCT, con 1,433 solicitudes de patentes publicadas durante 2023.